# Транспорт Черкас
Міський транспорт в Черкасах, як і, власне, в більшості інших міст, є основним засобом пересування. Основними видами транспорту у Черкасах є автомобільний, тролейбусний, таксі та річковий. Є також залізничний вокзал та міжнародний аеропорт.

## Автомобільний транспорт

### Автобусне сполучення

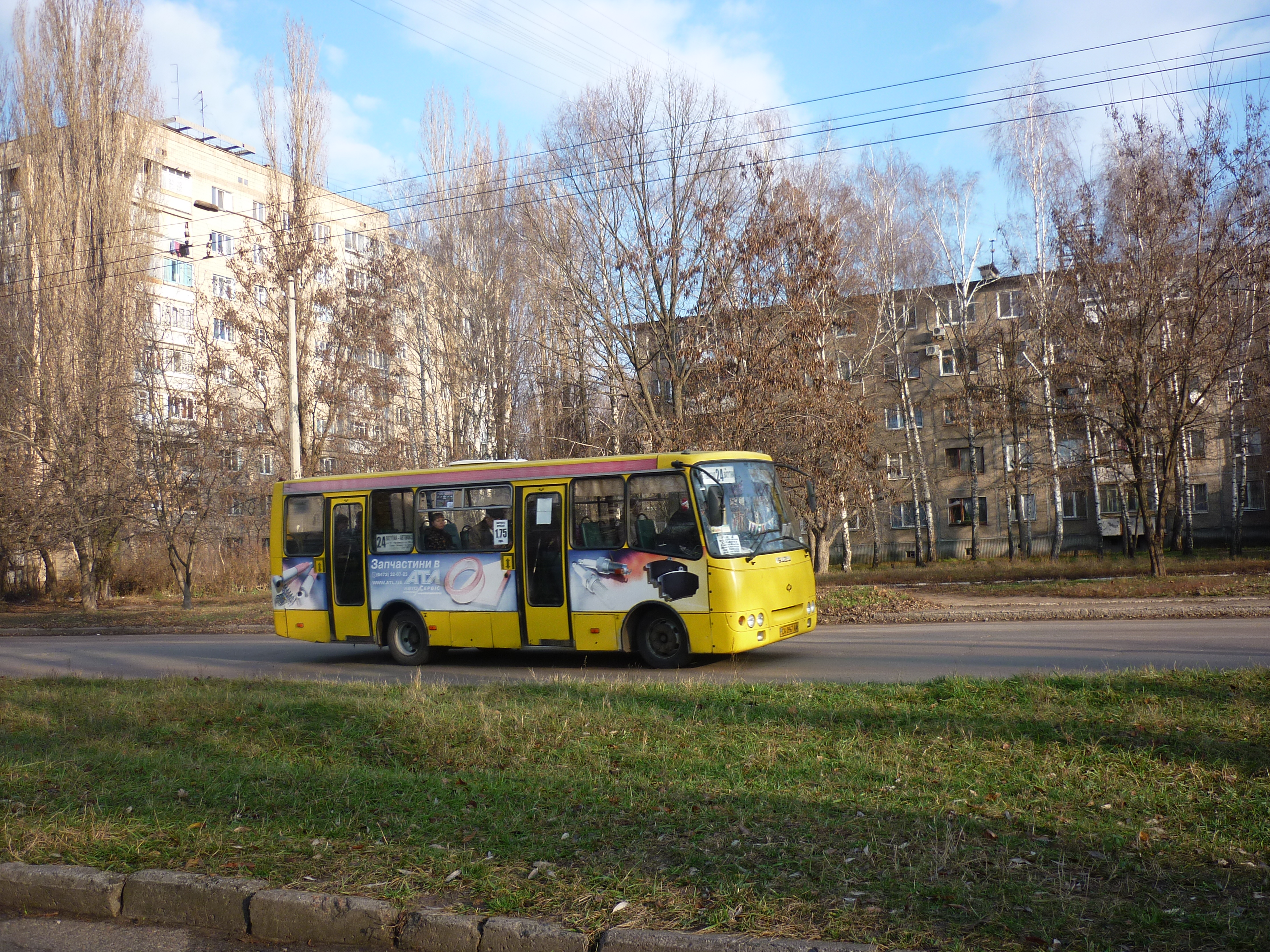
австобус Богдан А092 на маршруті №24

За даними 2024 року у місті - 19 автобусних маршрутів, хоча їхня кількість змінювалась неодноразово. Маршрути обслуговує близько десяти транспортних організацій.
Список автобусних маршрутів міста Черкаси
⅔
| №  | Карта | Опис маршруту |
| -- | ----- | --- |
| 4  |       | вул. Генерала Момота → вул. Менделєєва → вул. Дахнівська → бул. Шевченка → вул. Сінна → вул. Чигиринська → вул. Симиренківська (назад по вул. Чигиринській) → вул. Гетьмана Сагайдачного → вул. Дорошенка (з 2012 року деякі автобуси курсують до села Червона Слобода без заїзду до мікрорайону Дніпровського) |
| 5  |       | вул. Генерала Момота → вул. 30 років Перемоги → просп. Хіміків → вул. Чорновола → бул. Шевченка → вул. Сінна→ вул. Чигиринська → завод «Аврора» |
| 6  |       | Обласна лікарня → вул. Менделєєва → вул. Дахнівська → бул. Шевченка → вул. Грушевського → вул. Одеська → вул. Сумгаїтська → вул. 30 років Перемоги → вул. Смілянська → Автовокзал |
| 7  |       | вул. Генерала Момота' → вул. Надпільна (назад по вул. Благовісній) → вул. Смілянська → бул. Шевченка → вул. Іллєнка → Вантажний порт' |
| 8  |       | Центр → бул. Шевченка → вул. Смілянська → вул. Надпільна (назад по вул. Благовісній) → вул. Небесної сотні → вул. Залізняка → просп. Хіміків → вул. Сурікова |
| 11 |       | Завод «Аврора» → вул. Чигиринська → вул. Сінна → бул. Шевченка → вул. Чорновола → вул. Гагаріна → Замковий узвіз → вул. Байди Вишневецького → бул. Шевченка → вул. Дахнівська → вул. Канівська → вул. Дахнівська січ → Шпиталь                                                                                  |
| 12 |       | вул. Кобзарська → бул. Шевченка → вул. Смілянська → вул. Вернигори → Залізничний вокзал (двічі) → вул. Десантників (назад по вул. Хоменка) → Військкомат |
| 20 |       | вул. Руставі → вул. 30 років Перемоги → вул. Смілянська → бул. Шевченка → вул. Припортова → вул. Гагаріна (назад по вул. Припортовій) → вул. Сержанта Смирнова → вул. Героїв Дніпра → мікрорайон Митниця |
| 21 |       | Козацька вул. → Річковий вокзал → вул. Припортова → вул. Гагаріна → Замковий узвіз → вул. Байди Вишневецького → бул. Шевченка → вул. Смілянська → вул. Надпільна (назад по вул. Благовісній) → вул. Іллєнка → вул. Нарбутівська → вул. Чехова → вул. Гетьмана Сагайдачного → вул. Дорошенка                     |
| 22 |       | Завод «Аврора» → вул. Чигиринська → вул. Сінна →Площа 700-річчя Черкас → бул. Шевченка → вул. Грушевського (назад по вул. 30 років Перемоги) → вул. Одеська (назад по вул. Смілянській) → вул. Сумгаїтська |
| 24 |       | вул. Пацаєва → вул. Чигиринська (назад по вул. Симиренківській і вул. Гетьмана Сагайдачного) → вул. Сінна → бул. Шевченка → вул. Чорновола → просп. Хіміків → вул. Смілянська → Автовокзал |
| 25 |       | Завод «Аврора» (в час пік — Силікатний завод) → вул. Чигиринська → вул. Сінна → бул. Шевченка → вул. Смілянська (назад по вул. Одеській) → вул. 30 років Перемоги (назад по вул. Грушевського) → вул. Сумгаїтська                                                                                               |
| 26 |       | вул. Генерала Момота → вул. Менделєєва → вул. Дахнівська → бул. Шевченка → вул. Смілянська → Автовокзал |
| 27 |       | Залізничний вокзал → вул. Вернигори → вул. Смілянська → бул. Шевченка → вул. Кобзарська→ вул. Гоголя → вул. Чехова → вул. Нарбутівська |
| 28 |       | вул. Дорошенка → вул. Чигиринська (назад по вул. Симиренківська і вул. Гетьмана Сагайдачного) → вул. Сінна → бул. Шевченка → вул. Смілянська → Автовокзал |
| 29 |       | вул. Руставі → вул. 30 років Перемоги → вул. Самійла Кішки → вул. Чайковського → вул. Пастерівська → вул. Благовісна (назад по вул. Надпільній) → вул. Смілянська → бул. Шевченка → вул. Припортова → вул. Гагаріна → мікрорайон Митниця                                                                        |
| 30 |       | Кільцевий: бул. Шевченка → вул. Чорновола → просп. Хіміків → вул. Смілянська |
| 31 |       | Дахнiвка → вул. Дахнівська → бул. Шевченка → вул. Чорновола → просп. Хіміків → Завод «Хімволокно» |
| 36 |       | Річковий вокзал → вул. Припортова → бул. Гагаріна (лише в одну сторону) → уз. Замковий (лише в одну сторону) → вул. Байди Вишневецького (лише в одну сторону) → бул. Шевченка → вул. Смілянська → вул. 30-річчя Перемоги (назад по вул. Одеській, вул. Грушевського та вул. Надпільній) → вул. Сумгаїтська      |

### Таксі
У місті працює 34 служби таксі, що здійснюють пасажирські та малогабаритні вантажні перевезення.

## Тролейбус
Тролейбусний парк був відкритий 5 листопада 1965 року. Станом на 1 лютого 2014 парк використовує 78 пасажирських машини (для порівняння, 1992 року був максимум кількості тролейбусів — 159), планується придбання ще 45. Щоденно ж Черкаси обслуговують 45-50 тролейбусів.
Марки тролейбусів:
- ЗІУ-9 1987–1994 років випуску
- ЗІУ-10 1991–1994 років випуску
- Київ-12.05 (номер 2037) — єдиний у світі тролейбус даної модифікації, подарунок Черкасам від Києва
- ЛАЗ-Е183 (372–375)
- АКСМ-321 (376)
- Богдан Т701.17

Спеціальні тролейбуси 
До спеціальних тролейбусів належать вантажні тролейбуси:
- ТВ-5
- ТГ-4

та ЗіУ-682УА з можливістю автономного ходу (319)

### Маршрути

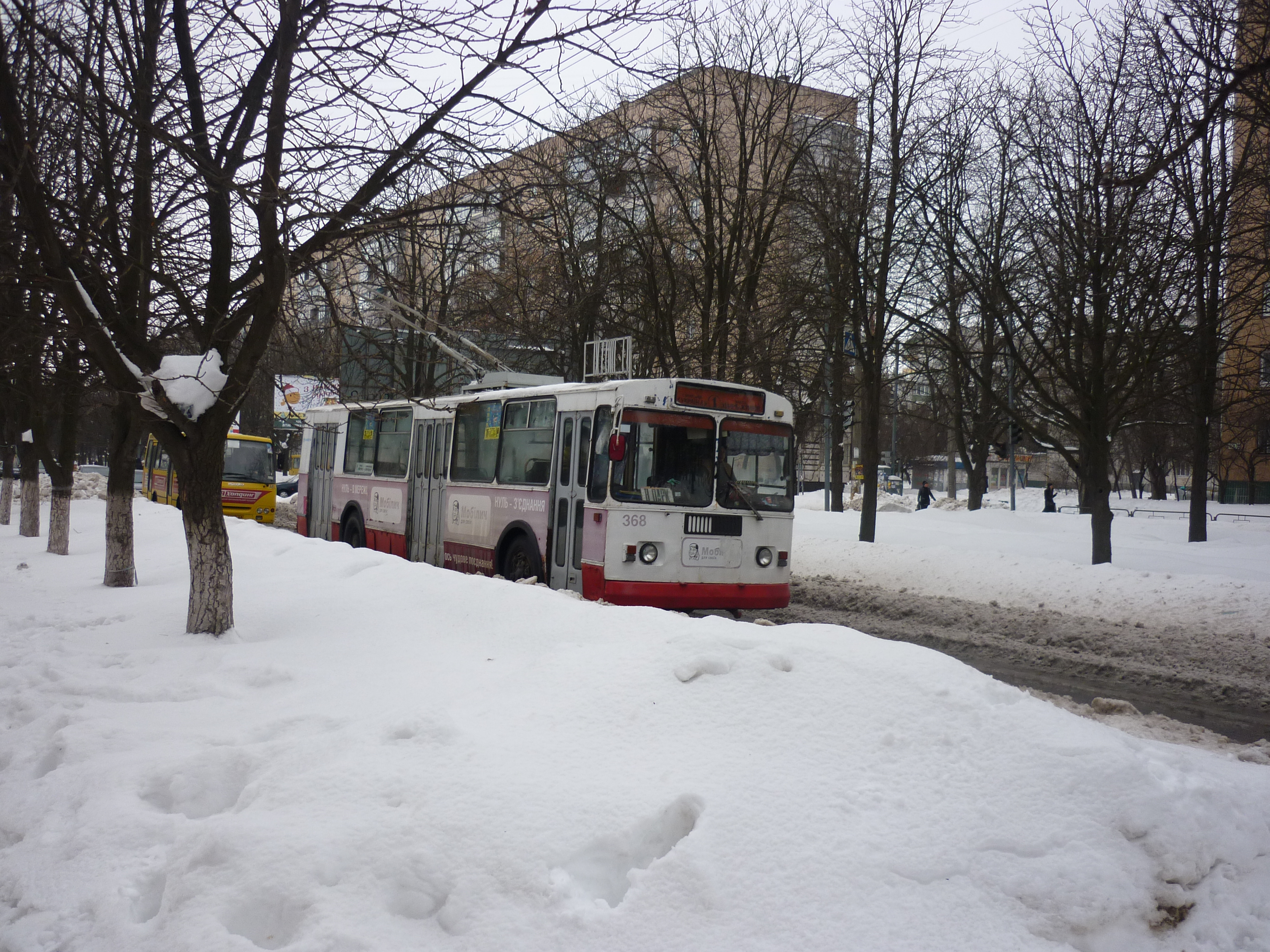
Тролейбус марки ЗІУ-9 (2010 рік)

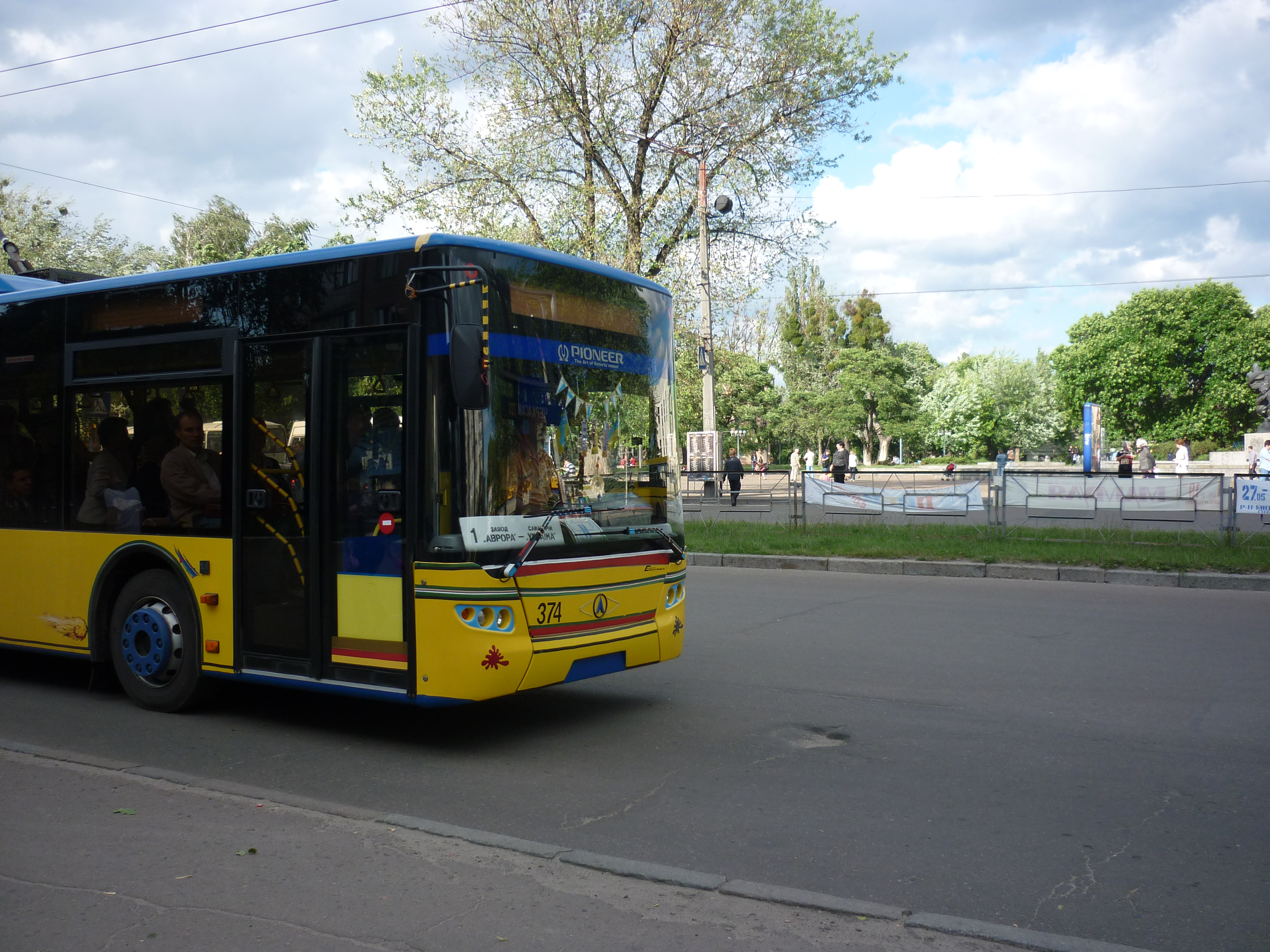
Нові тролейбуси марки ЛАЗ-Е183

Спеціальний тролейбус ТГ-4

Всі тролейбуси парку ходять по 23 маршрутах, хоча їхня кількість змінювалася неодноразово.
| №  | Карта | Опис маршруту |
| -- | ----- | --- |
| 1  |       | Санаторій «Україна» → Соснівка → бульвар Шевченка → Центр → площа 700-річчя Черкас → Завод «Аврора»                                                                     |
| 1А |       | Санаторій «Україна» → Соснівка → Бульвар Шевченка → Центр → площа 700-річчя Черкас → Вулиця Дорошенка                                                                   |
| 2  |       | Вулиця Дорошенка → площа 700-річчя Черкас → бульвар Шевченка → вулиця Чорновола → Хімселище → Черкаський шовковий комбінат                                              |
| 3  |       | Санаторій «Україна» → Соснівка → бульвар Шевченка → Центр → вулиця Смілянська → Залізничний вокзал                                                                      |
| 4  |       | Вулиця Генерала Момота → вулиця Одеська → вулиця Грушевського → бульвар Шевченка → Центр → вулиця Смілянська → Хімселище → Тролейбусний парк → ЗХВ-3 (по вихiдним дням) |
| 4А |       | Вулиця Генерала Момота → вулиця Одеська → вулиця Грушевського → бульвар Шевченка → Центр → вулиця Смілянська → Залізничний вокзал                                       |
| 6  |       | Вулиця Руставі → ПрАТ "Азот" |
| 6А |       | Вулиця Генерала Момота → ПрАт "Азот" |
| 7  |       | Санаторій «Україна» → бульвар Шевченка → Центр → вулиця Чорновола → Тролейбусний парк → ПрАТ "Азот"                                                                     |
| 7А |       | Санаторій «Україна» → Соснівка → вулиця Бандери → бульвар Шевченка → Центр → вулиця Чорновола → Тролейбусний парк                                                       |
| 8  |       | Вулиця Руставі → вулиця 30-річчя Перемоги → вулиця Смілянська → Залізничний вокзал → вулиця Смілянська → Бульвар Шевченка → площа 700-річчя Черкас → Завод «Аврора»     |
| 8Р |       | Епiцентр→ вулиця Смілянська → залізничний вокзал → вулиця Смілянська → бульвар Шевченка → площа 700-річчя Черкас → Завод «Аврора»                                       |
| 9  |       | Річковий вокзал → вул. В`ячеслава Чорновола → ПрАТ "Азот" |
| 10 |       | Річковий вокзал → вулиця Припортова → бульвар Шевченка → Центр → вулиця Грушевського → вулиця Одеська → вулиця Сумгаїтська → Вулиця Теліги                              |
| 11 |       | Вулиця Руставі → вулиця Одеська → вулиця Грушевського → бульвар Шевченка → площа 700-річчя Черкас → Вулиця Дорошенка                                                    |
| 12 |       | Сезонний (квітень — жовтень) Вулиця Руставі → вулиця Одеська → вулиця Грушевського → бульвар Шевченка → вулиця Іллєнка → Вантажний порт                                 |
| 13 |       | Тролейбусний парк → вулиця Новопречистенька → Сади → ПрАт "Азот" |
| 14 |       | Вулиця Генерала Момота → Вулиця Руставі → вулиця 30-річчя Перемоги → вулиця Смілянська → Залізничний вокзал                                                             |
| 15 |       | Площа Слави → вул. Симиренківська → ПрАТ «Азот» |
| 16 |       | Площа Слави → вул. Сумгаїтська → ПрАТ "Азот" |
| 20 |       | ПрАТ «Азот» → (кільцевий) пр. Хіміків → вул. Смілянська → бульв. Шевченка → Будинок Торгiвлi → вул. Чорновола                                                           |
| 50 |       | Вантажний порт → вулиця Іллєнка → бульвар Шевченка → вулиця Смілянська → Епiцентр                                                                                       |
| 90 |       | Річковий вокзал → вул. Симиренківська → ПАТ "Азот" |

## Iсторичнi маршрути
До кінця 80-их - початку 90-их маршрутна мережа міського транспорту Черкас бурхливо розвивалася і налічувала наступну кількість маршрутів: 
- 12 тролейбусних
- 24 автобусних (близько 35 приміських)
- 8 маршрутних таксі.

### Автобуси
| №   | Карта | Опис маршруту                                |
| --- | ----- | -------------------------------------------- |
| 1   |       | Україна - Аврора                             |
| 2   |       | Луначарського - Хiмволокно                   |
| 3   |       | Вокзал - Пацаєва                             |
| 4   |       | Центр - Азот                                 |
| 5   |       | Машбуд - Азот                                |
| 6   |       | Центр - Аеропорт                             |
| 7   |       | Руставi - Силікатний завод                   |
| 8   |       | Луначарського - Хiмволокно                   |
| 9   |       | Вокзал - ЧШК                                 |
| 10  |       | Хутори - ТЕЦ                                 |
| 10А |       | Хутори - ЧШК                                 |
| 11  |       | Вокзал - Силікатний завод                    |
| 12  |       | Центр - Руставi (СТО (Ротор))                |
| 13  |       | Центр - ЧШК                                  |
| 14  |       | Україна - Дахнiвка                           |
| 15  |       | Пожежне училище - Грузовий порт              |
| 16  |       | Центр - Пацаєва                              |
| 17  |       | Центр - Руставi                              |
| 18  |       | Аврора - Червона Слобода                     |
| 19  |       | Руставi - Азот                               |
| 20  |       | Будинок зв'язку - ТЕЦ (Руставi - Хiмволокно) |
| 21  |       | Україна - Дахнiвка                           |
| 22  |       | Центр - Автовокзал (Машбуд - Хiмволокно)     |
| 23  |       | Центр - Військкомат                          |
| 24  |       | Обласна лікарня - Руставi                    |

### Приміські автобуси
| №  | Карта | Опис маршруту                               |
| -- | ----- | ------------------------------------------- |
| 25 |       | Черкаси - Станція імені Шевченка            |
| 26 |       | Черкаси - Золотоноша                        |
| 27 |       | Черкаси - Ірклієв                           |
| 28 |       | Черкаси - Чорнобай                          |
| 29 |       | Черкаси - Березняки                         |
| 30 |       | Черкаси - Байбузи                           |
| 31 |       | Черкаси - Першотравневе                     |
| 32 |       | Черкаси - Лозiвок                           |
| 33 |       | Черкаси - Софіївка                          |
| 34 |       | Черкаси - Яснозiр'я                         |
| 35 |       | Черкаси - Геронiмовка (Тубдиспансер)        |
| 36 |       | Черкаси - Руська Поляна                     |
| 37 |       | Черкаси - Дубіївка                          |
| 38 |       | Черкаси - Дитячий санаторій (Руська Поляна) |
| 39 |       | Черкаси - Санаторій Світанок (Свидівок)     |
| 40 |       | Черкаси - Сагунiвка                         |
| 41 |       | Черкаси - Леськи                            |
| 42 |       | Черкаси -                                   |
| 43 |       | Черкаси - Кумейки                           |
| 44 |       | Черкаси - Степанки                          |
| 45 |       | Черкаси - Боровиця                          |
| 46 |       | Черкаси -                                   |
| 47 |       | Черкаси - Сокирна                           |
| 48 |       | Черкаси - Гуляйгородок                      |
| 49 |       | Черкаси - Чубівка                           |
| 50 |       | Черкаси -                                   |
| 51 |       | Черкаси -                                   |
| 52 |       | Черкаси - Чорнявка                          |
| 53 |       | Черкаси - Iрдинь                            |
| 54 |       | Черкаси - Топилівка                         |
| 55 |       | Черкаси - Мельники                          |
| 56 |       | Черкаси - Головківка                        |
| 57 |       | Черкаси - Бузуків                           |
| 58 |       | Черкаси - Чапаєвка                          |
| 59 |       | Черкаси - Худяки                            |
| 60 |       | Черкаси -                                   |
| 61 |       | Черкаси -                                   |

### Тролейбуси
| №  | Карта | Опис маршруту              |
| -- | ----- | -------------------------- |
| 1  |       | Україна - Аврора           |
| 2  |       | Пацаєва - Хiмволокно       |
| 3  |       | Україна - Вокзал           |
| 4  |       | Центр - Азот               |
| 5  |       | Рiчковий вокзал - Вокзал   |
| 6  |       | Грузовий порт - ЗТА (Сади) |
| 7  |       | Україна - ЧШК              |
| 8  |       | Вокзал - Аврора            |
| 9  |       | Рiчковий вокзал - Азот     |
| 10 |       | Рiчковий вокзал - Конєва   |
| 11 |       | Пл. Слави - пл. Победи     |
| 12 |       | Аврора - Конєва            |

### Маршрутне таксі
Вартiсть - 15 коп.
- Маршрути 1-4 - РАФи
- Маршрути 5-8 - КАвЗи, ПАЗи

| № | Карта | Опис маршруту               |
| - | ----- | --------------------------- |
| 1 |       | Пацаєва - Руставi           |
| 2 |       | 700-рiччя - Руставi         |
| 3 |       | Обласна лiкарня - Аеропорт  |
| 4 |       | Обласна лiкарня - 700-рiччя |
| 5 |       | 700-рiччя - Вокзал          |
| 6 |       | Центр - Червона Слобода     |
| 7 |       | ? - ?                       |
| 8 |       | Пацаєва - Руставi           |

## Аеропорт
На західних околоцях міста розташований Міжнародний аеропорт «Черкаси». Черкаський аеропорт було відкрито у 1984 році. Аеровокзал повинен був стати подарунком міста до XXVII з’їзду КПРС, тому його готували поспіхом. В зв’язку з цим приміщення аеровокзалу добудували без передбаченої вентиляційної системи, з незакінченим пано і навіть без каналізації. Але інфраструктура, яка відповідала за безпеку польотів, була здана в відповідності з нормами: оновили злітну смугу, укомплектовали сучасним обладнанням диспетчерську, запустили велике інформаційне табло в залі. На 1984 рік черкаський аеропорт став одним з найбільших в УРСР, мав статус міжнародного, обслуговував до 80 рейсів за добу, приймав літаки до 185,5 тонн. Потужність аеропорту складала до 1000 чоловік на добу.
Зі здобуттям незалежності України, черкаський аеропорт починає поступово “помирати”.  В 1992 році він втратив статус міжнародного і припинив приймати міжнародні рейси. З 1,5 тисяч співробітників керівництво залишило на робочих місцях лише тих, хто обслуговував чартерні рейси та аварійні посадки. Аеропорт припинив приймати літаки ще 1997 року, але остаточно був закритий 2001 року через проблеми з фінансуванням. 29 березня 2007 року він отримав новий сертифікат і 7 травня відновив свою роботу — в аеропорту приземлився випробувальний літак «Бічкрафт Б-350», що прибув з аеропорту «Бориспіль» для проведення діагностики злітно-посадкової смуги. З 2007 по 2009 роки аеропорт був реконструйований, суттєво відновились злітна смуга та аеровокзал.
Аеропорт має статус міжнародного (з 2009 року), але він використовується головним чином для внутрішніх рейсів. Має єдину злітно-посадкову смугу, яка за усіма характеристиками є третьою в Україні за потужністю після обох київських. Вона здатна приймати будь-які типи літаків, від пасажирських до вантажних масою до 190 тонн (Іл-12, Іл-18, Іл-76, Ту-134, Ту-154, Як-42, Ан-2, Ан-22).

Стара будiвля черкаського аеропорту
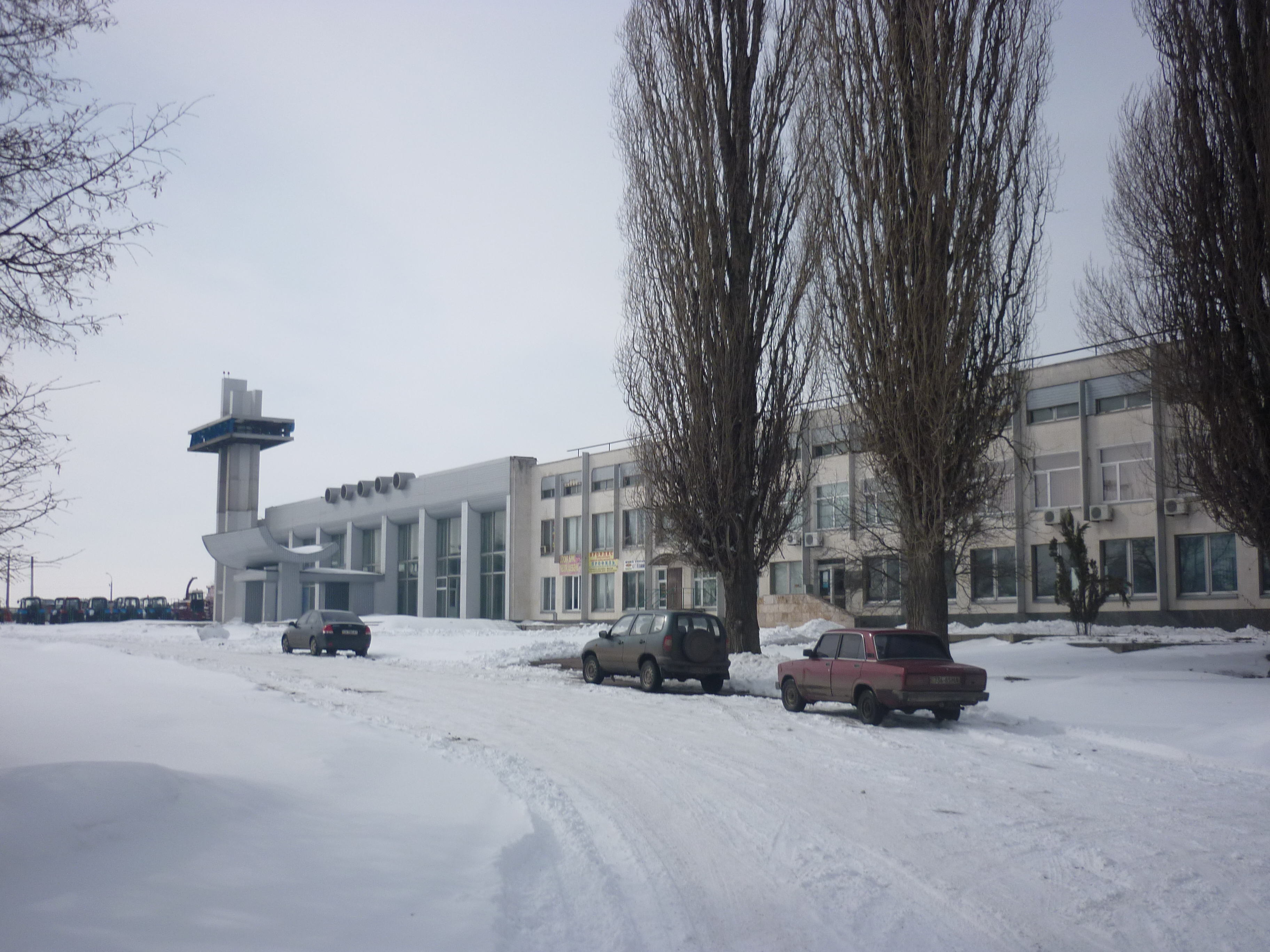
Будівля аеропорту
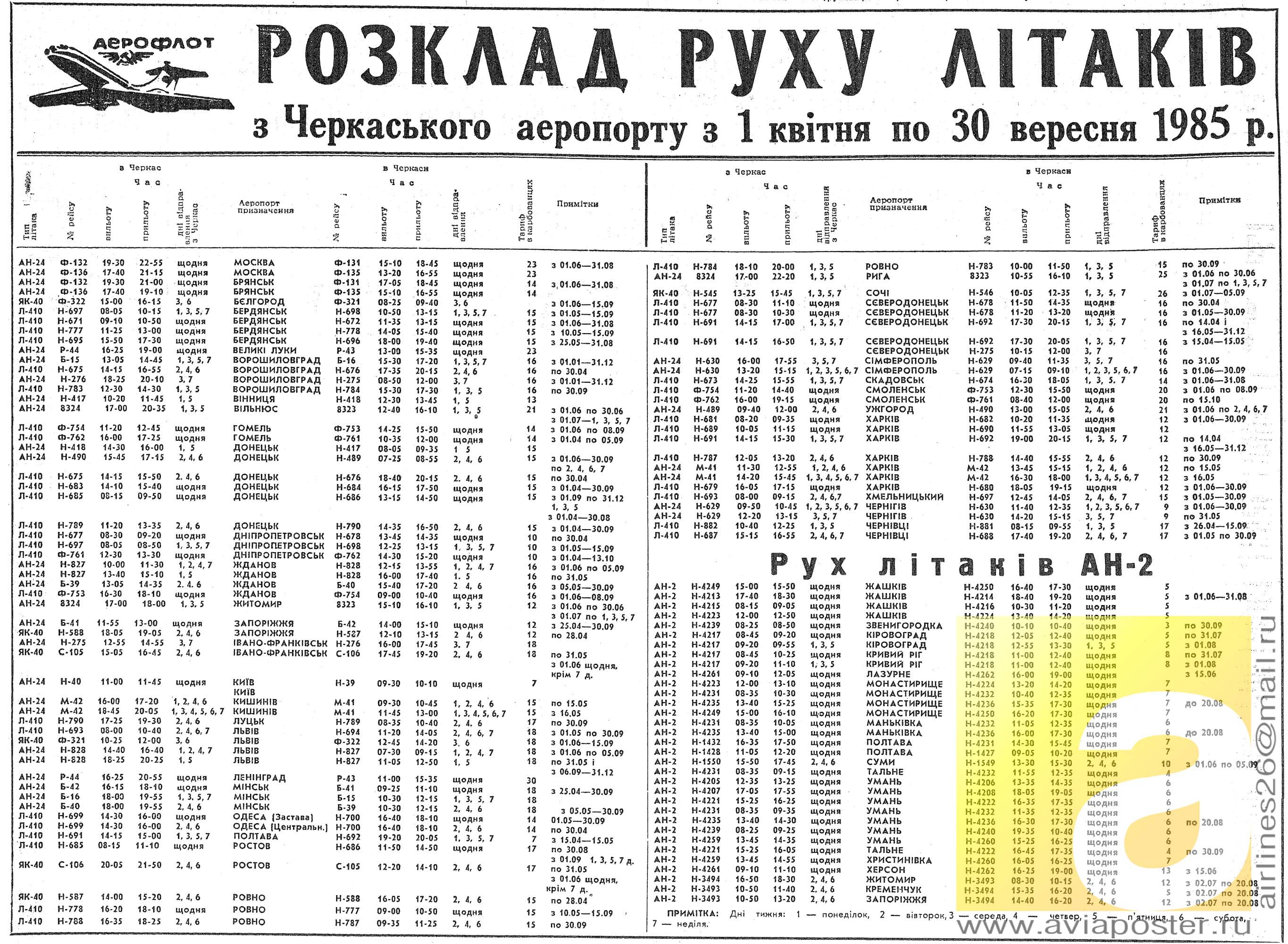
Розклад руху літаків з Черкаського аеропорту 1985

## Річковий транспорт
У зв'язку з вигідним розташуванням Черкас на березі Кременчуцького водосховища, місто має річковий вокзал та вантажний річковий порт, через який здійснюється збут продукції місцевих підприємств. 19 вересня 2011 року річковий вокзал був офіційно відкритий після багаторічної реставрації.
Черкаський річковий вокзал побудований в 1962 році. Був одним з найкрасивіших на Дніпрі, але після розпаду СРСР і переходу в приватні руки в 1990-х роках прийшов в запустіння і практично розвалився. У 2011 році проведена повна реконструкція і відновлені прогулянки на теплоходах. На даний момент здійснюються річкові прогулянки вздовж Черкас.
Річковий порт Черкаського річкового вокзалу розташований у середній течії Дніпра на відстані 725 км від його гирла. Навігація відбувається з 15 квітня по 15 листопада. Акваторія порту захищена хвилезахисною дамбою. Захід суден у акваторію порту відбувається через верхній вхід. Порт може приймати самохідні вантажні трюмні судна типу «річка-море» вантажопідйомність 3 тисячі тон, річкові судна вантажопідйомністю до 2 тисяч тон. Глибина на підходах до порту та біля пристаней становить 3,6 м. Швидкість руху суден у акваторії порту — 5 км/год. Причал має довжину 128 метрів і розрахований на прийом одразу 3 суден.
У будівлі вокзалу працюють квиткові каси, кімната матері й дитини, туалети, фоє обладнане м'якими кріслами. На другому поверсі працює ресторан-кав'ярня.

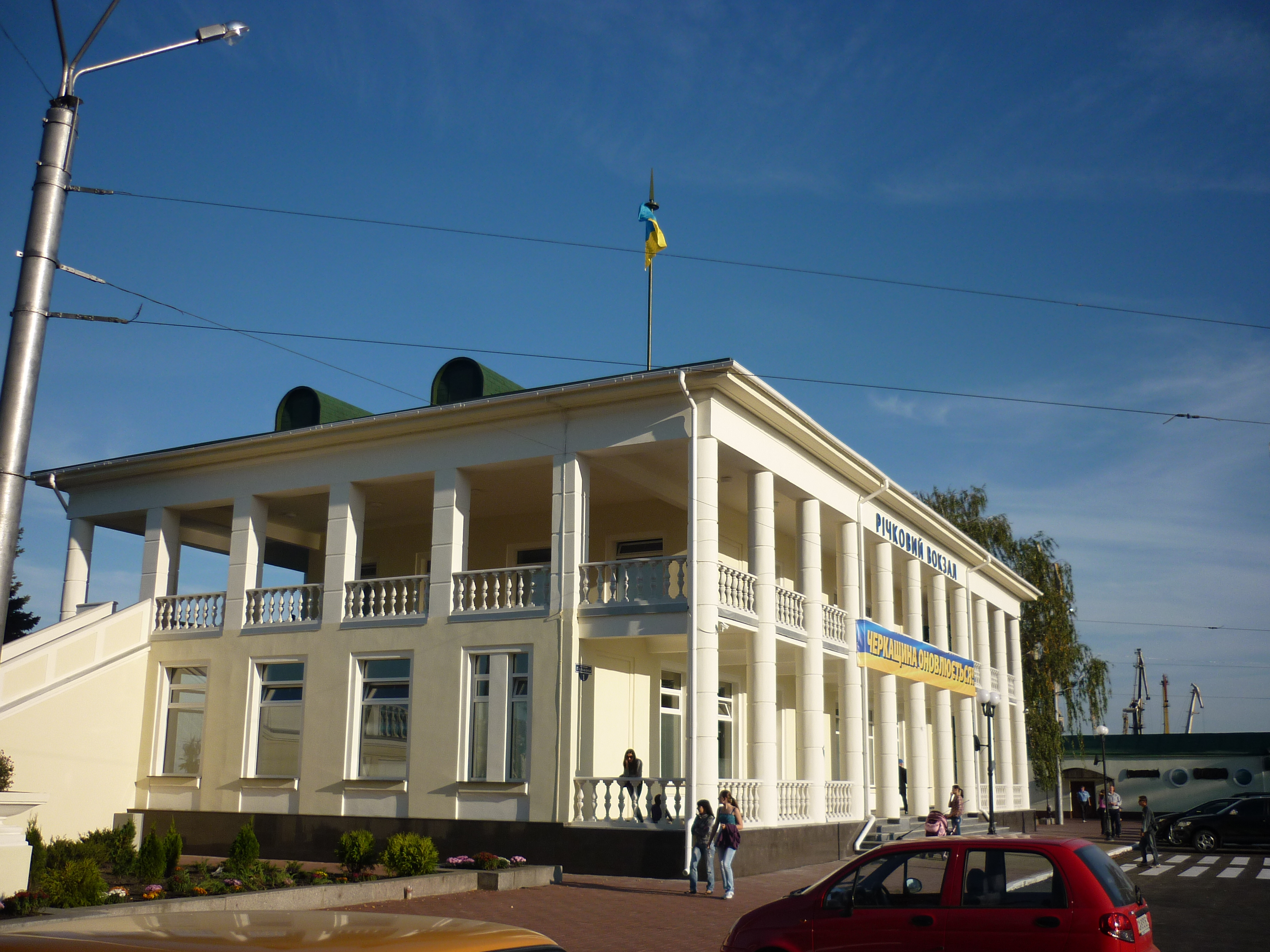
Річковий вокзал. Вигляд з вулиці
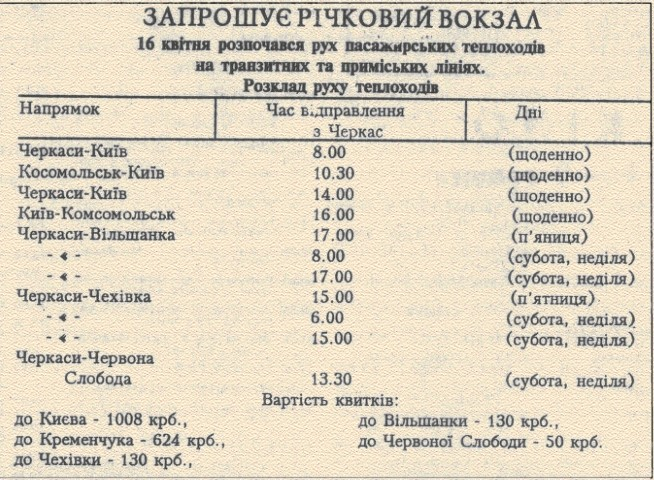
Розклад по Рiчковому вокзалу в 90-i рр.
Рiчковий вокзал

## Залізничний транспорт

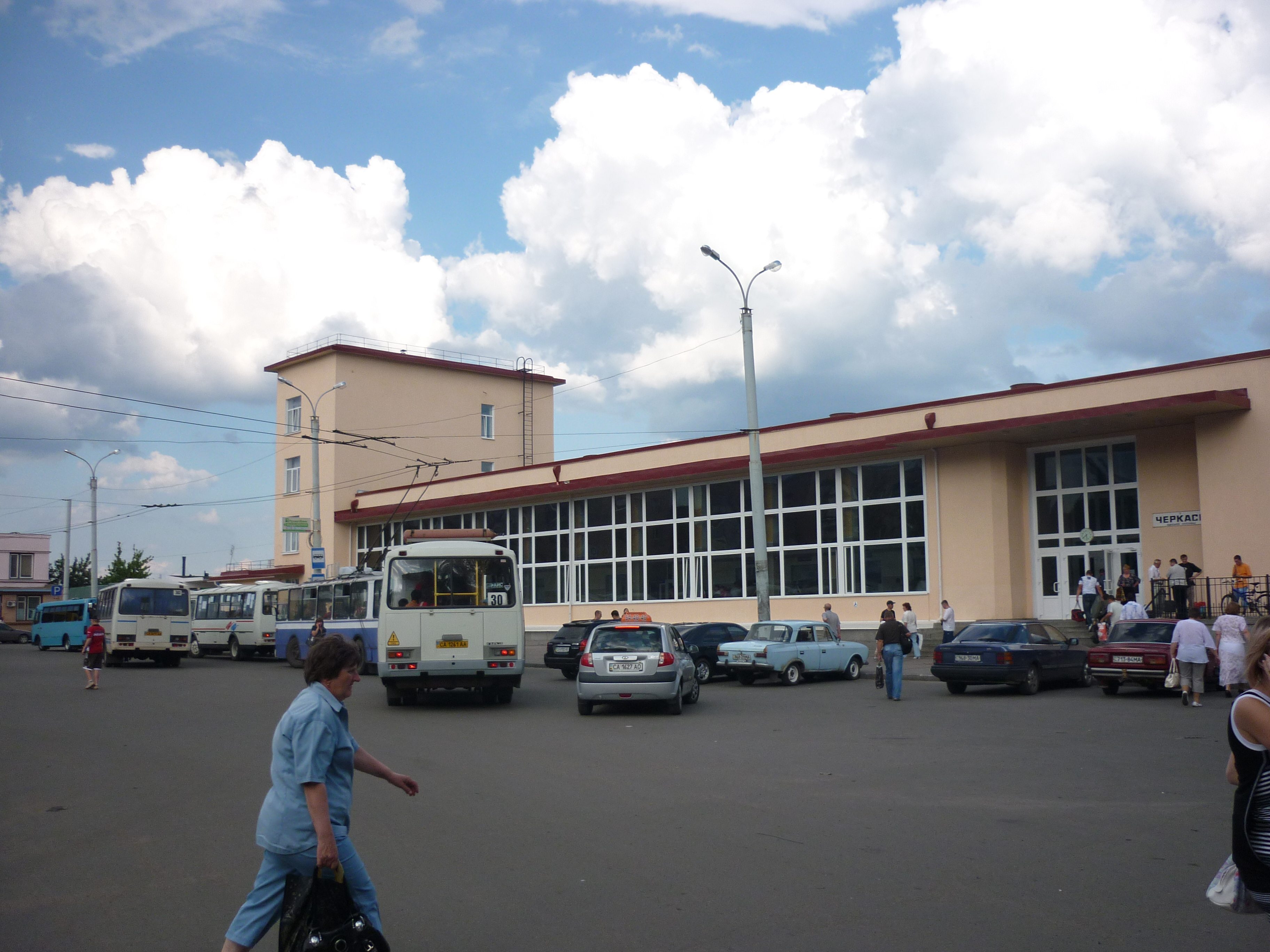
Черкаський залізничний вокзал

Черка́ський залізничний транспорт — транспортне господарство міста Черкаси, що займається залізничними перевезеннями в межах міста та для зв'язку з іншими залізничними вузлами країни.
Залізничний транспорт Черкас включає в себе:
- залізничні шляхи
- основне полотно, довжина в межах міста від об'їзної дороги (колійний пост 894 км) до мосту (колійний пост 882 км) — 12,3 км
- приймально-відправні колії станцій — 2,5 км
- під'їзні колії підприємств — до 60 км
- залізничні станції — Черкаси, Заводська, Змагайлівка
- залізничні вокзали — Черкаський залізничний вокзал та колишній вокзал туристичних поїздів (нині ППВ ст. Черкаси)
- залізничні платформи — Соснівка, ЗТА, Буддеталь
- колійні пости — 882 км, 894 км
- колишнє локомотивне депо (нині СП "ЧКРМЗ" філії "ЦРЕКМ").

Потяги далекого прямування, що проходили через Черкаси наприкінці 80-их рр:
- 61/62 Знам'янка - Москва
- 193/194 Одеса - Москва
- 181/182 Рига - Симферополь
- 309/310 Свердловськ - Одеса
- 375/376 Одеса - Москва

## Автовокзал

Черкаський автовокзал
Черкаський автовокзал (новий)
Автовокзал (новий)